# Años 1870

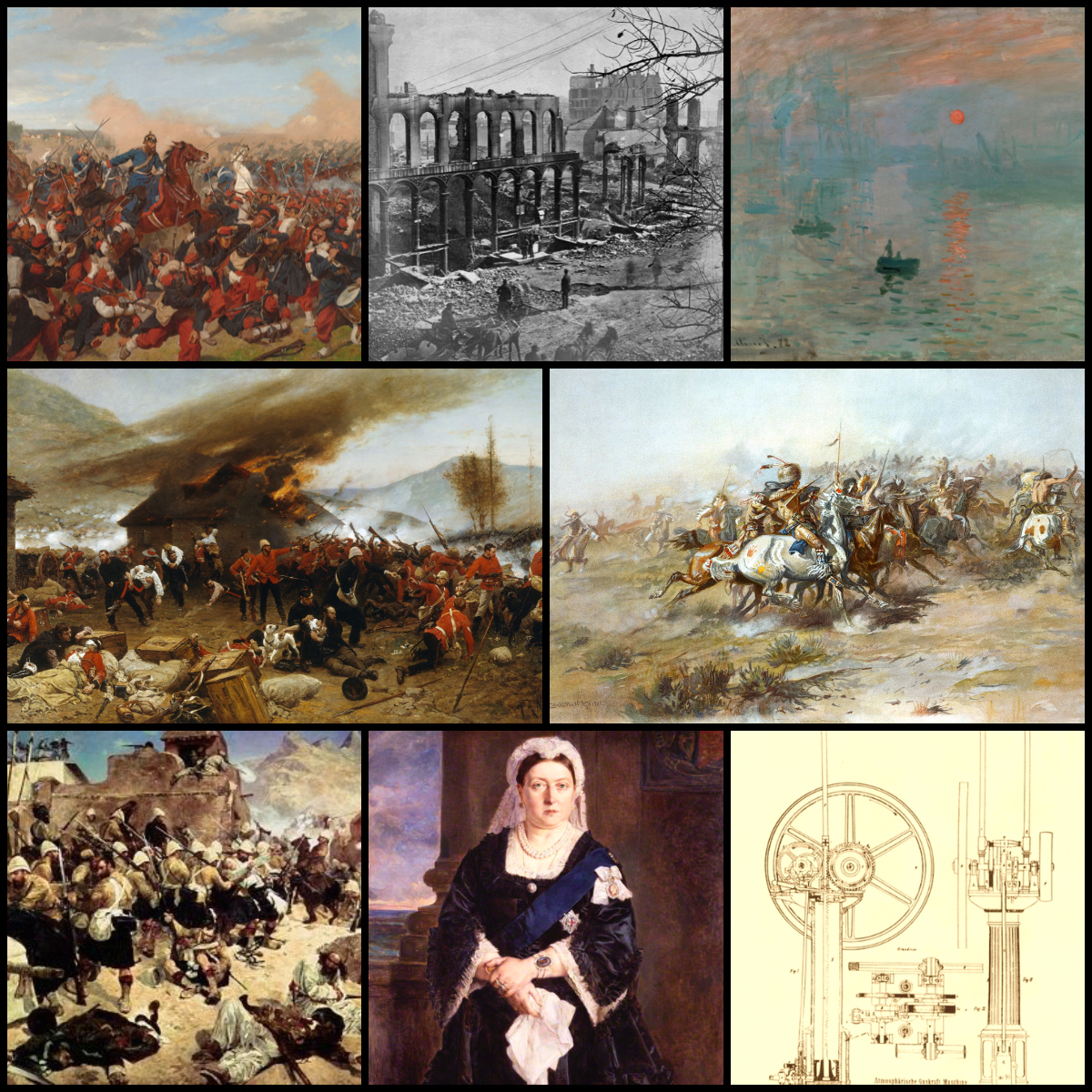
Desde la izquierda, en el sentido de las agujas del reloj: estalla el conflicto entre el Segundo Imperio francés y el Reino de Prusia que condujo a la Guerra Franco-Prusiana en 1870; un incendio en Chicago mata aproximadamente a 300 personas y deja a otras 100,000 personas sin hogar en 1871; La Impresión, sol naciente de Claude Monet es reconocida como la fuente de inspiración para el movimiento impresionista; El ejército de los Estados Unidos es derrotado por las tribus arapaho, lakota y cheyenne del norte durante la batalla de Little Bighorn en 1876; Nikolaus Otto patenta el primer motor de combustión interna de cuatro tiempos; La Reina Victoria del Reino Unido es reconocida como la "Emperatriz de la India" en la Ley de Títulos Reales de 1876; Las fuerzas del Emirato de Afganistán se defienden contra los invasores británicos Raj en la segunda guerra anglo-afgana; Los combatientes del Imperio Británico y el Reino Zulú participan en combate durante la guerra anglo-zulú.

Los años 1870 fueron una década que comenzó el 1 de enero de 1870 y finalizó el 31 de diciembre de 1879.
Continuó las tendencias de la década anterior, a medida que los nuevos imperios, basados en el imperialismo y el militarismo se elevaban en Europa y Asia. Estados Unidos se estaba recuperando de la guerra civil americana. Alemania se unificó en 1871 y comenzó su Segundo Reich. Los sindicatos y huelgas ocurrieron en todo el mundo a finales de la década, y continuaron hasta la Primera Guerra Mundial.

## Acontecimientos
- Fundación del Partido Socialista Obrero Español (PSOE).
- Guerra franco-prusiana.
- Batalla de Little Bighorn: muerte del general George Armstrong Custer frente a las tropas sioux de Caballo Loco.
- 1871 : En Italia sucede su unificación.
- 1871 : Sucede la unificación alemana entre Prusia, Baviera y Sajonia.
- 1871 : 2 de enero, España: Amadeo I jura la constitución y accede al trono.
- 1873 : 8 de septiembre: en España, Emilio Castelar es elegido presidente de la I República Española en sustitución de Nicolás Salmerón, dimitido el día anterior.
- 1874 : 3 de enero: en Madrid (España), el general Pavía entra en las Cortes y perpetra un golpe de Estado, poniendo fin a la Primera República Española.
- 1875 : Napoleón III ordena la construcción de la opera Garnier al arquitecto Charles Garnier.
- 1877 : La reina Victoria es proclamada emperatriz de la India.
- 1877 : Rumania se declara independiente del Imperio Otomano, independencia la cual fue reconocida al año próximo.
- 1878 : León XIII sucede a Pío IX como papa.
- En España se suceden transcendentes acontecimientos políticos: tras el reinado de Amadeo de Saboya (1870-1873), se proclama la I República (1873). La inestabilidad del nuevo régimen dio lugar a la restauración de la monarquía en la familia Borbón (Alfonso XII) tras el pronunciamiento de Sagunto (Valencia) por el general Arsenio Martínez Campos en diciembre de 1874. El Rey nombró primer ministro a Antonio Cánovas del Castillo (1875), quien redactó la Constitución de 1876 que estuvo en vigor hasta 1931 (salvo el periodo dictatorial de 1923-1930).
- Benito Pérez Galdós escribe las primeras series de los Episodios Nacionales. Publica además, y entre otras, La Fontana de Oro (1870), Doña Perfecta (1876) y Marianela (1878).
- Tercera guerra carlista (1872-1876) entre los partidarios de la línea dinástica en la figura de Alfonso XII y los partidarios de la línea sálica (Carlos María de Borbón).
- Fin de la guerra de la Triple Alianza: Paraguay contra Argentina, Brasil y Uruguay.
- Guerra ruso-turca (1877-1878).
- Guerra del Pacífico (1879-1884).

## Personas destacadas
- Juan Prim (militar y político español).
- Práxedes Mateo Sagasta (político español).
- Amadeo de Saboya (rey de España).
- Nicolás Salmerón (presidente de la I República española).
- Francisco Pi i Margall (presidente de la I República española).
- Jeanne Louise Calment (ciudadana francesa que se convirtió en la persona más longeva registrada en la historia).
- Víctor Manuel II (rey de Italia).
- Otto von Bismarck (canciller de Prusia).
- Arsenio Martínez Campos (militar español).
- Alfonso XII (rey de España).
- Antonio Cánovas del Castillo (primer ministro español).
- Ulysses Simpson Grant (18.º presidente de los Estados Unidos).
- Benito Pérez Galdós (escritor español).
- Leopoldo Alas, "Clarín" (escritor español).
- José de Echegaray (político y dramaturgo español).
- Arthur Conan Doyle (escritor escocés de novelas policiales. Creador del personaje de Sherlock Holmes.
- Julio Argentino Roca (militar, senador, ministro y presidente argentino).
- Nicolás Avellaneda (presidente, senador y ministro argentino).

## Avances técnicos y científicos
- Invención de la dinamo.
- Invención del tubo de Crookes.
- Invención del teléfono.
- Desarrollo de las ecuaciones de Maxwell.
- Invención del fonógrafo